# 瑟夫赛德公寓大楼倒塌事故
美国东部时间2021年6月24日凌晨1点30分左右，佛罗里达州迈阿密郊区瑟夫赛德，十二层高的尚普兰塔楼组（Champlain Towers）海滨公寓南大楼部分倒塌。事故造成98人死亡，11人受伤。
赛德公寓大楼倒塌事故與尼克博克劇院倒塌事件，是美國第三嚴重的建築物自行倒塌災難，僅次於堪薩斯城凱悅酒店天橋坍塌事故與彭伯頓磨坊倒塌事故。
事故发生后，房屋受损者以及遇难者家属发起诉讼，要求联邦和州政府进行调查，诉讼历时近一年，2022年当地时间6月23日，佛罗里达州迈阿密戴德巡回法院迈克尔·汉兹曼法官宣布，迈阿密公寓楼倒塌事故的和解协议达成，受害者和家庭将获得10.2亿美元的和解金，其中大部分和解金将用于赔偿给在事故中失去家人的人，约1亿美元专门用于支付律师费用，9600万美元被预留给失去大楼136个单元中一个单元的业主。

## 背景

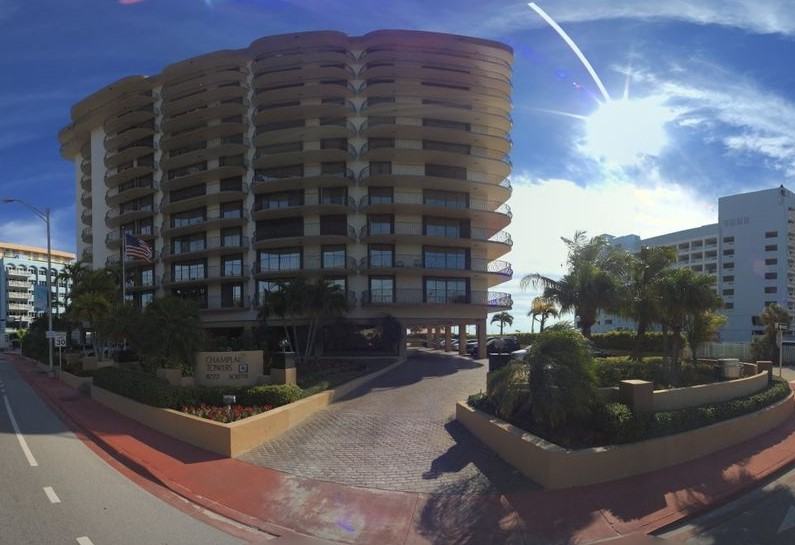
2015年的尚普蘭塔楼组

位于瑟夫赛德柯林斯大道8777号的尚普兰南塔楼建于1981年，与附近的另外两座独立建筑（尚普兰北塔楼和尚普兰东塔楼）都是尚普兰塔楼组的一部分。这些大楼位于迈阿密海滩北海滩附近的北海滩海滨公园以北。根据瑟夫赛德专员埃利亚娜·萨尔绍尔（Eliana Salzhauer）的说法，在灾难发生时，该建筑正在接受40年一次的重新认证检查，这项检查通常需要一年时间才能完成。根据瑟夫赛德市长查尔斯·伯克特（Charles Burkett）的说法，该建筑正在进行屋顶维修。

## 坍塌經過

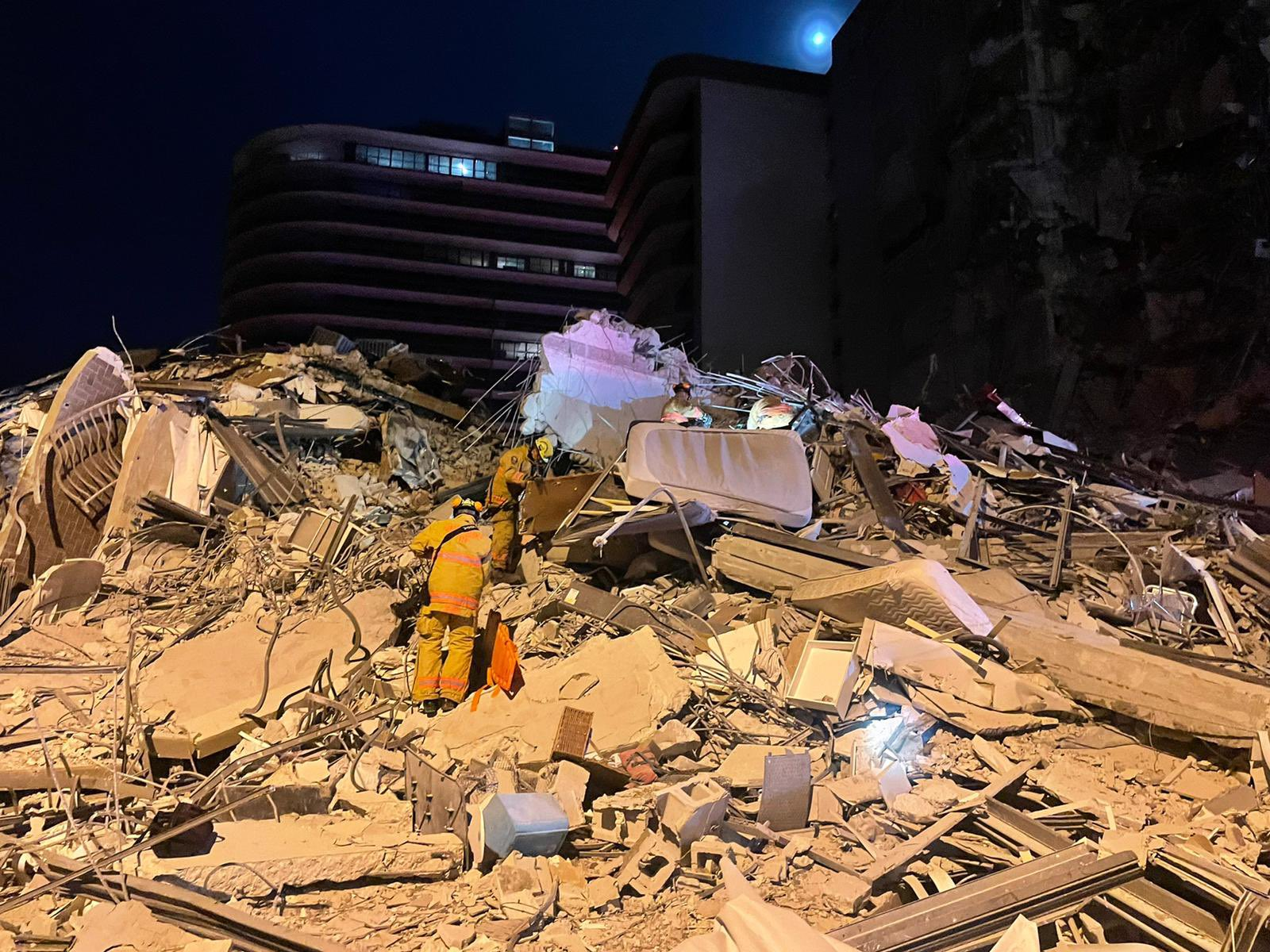
倒塌后数小时内，消防员在废墟中搜索

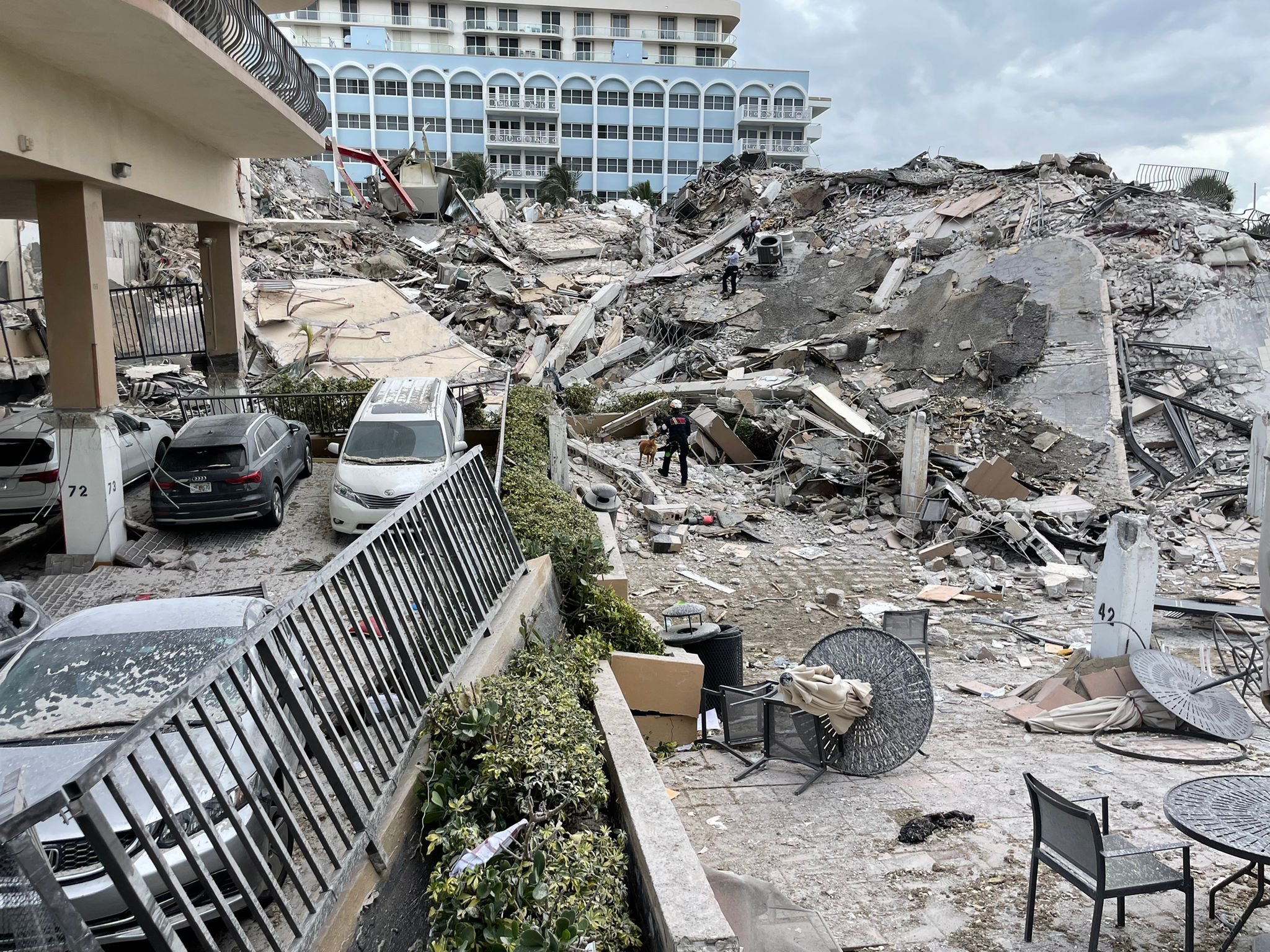
倒塌后的白天，消防员携警犬在废墟中搜索

2021年6月24日凌晨1点25分左右，尚普兰塔楼南楼发生了部分倒塌。捕捉到的监控画面表明，建筑物的大部分中央部分首先倒塌，大约9秒后，东北角也坍塌了。在大楼内的136个公寓中，大楼东北侧的55个公寓倒塌。

## 反应

### 地方政府
佛羅里達州進入緊急狀態。迈阿密消防部门称，超过80个消防单位加入到搜救当中，但搜救进度极度缓慢。
飓风艾尔莎临近，7月4日下午，救援工作暂停。當天晚上，垮塌公寓的剩余建筑被爆破拆除。

### 联邦
白宫与聯邦緊急事務管理署开始与该地政府沟通，并对该地提供援助。美国总统拜登通过简报了解该事并与迈阿密-戴德县市长通话。

## 伤亡
2021年7月26日，佛罗里达公寓倒塌搜救行动正式结束，事故最终造成98人死亡，11人受伤。
巴拉圭总统马里奥·阿夫多·贝尼特斯的外交部长表示，他们无法找到巴拉圭第一夫人西尔瓦娜·洛佩斯·莫雷拉的姐姐、姐夫和三个孩子。巴拉圭外交部还报告有6名巴拉圭公民失踪，7月9日，莫雷拉的姐姐和家人被證實已在事件中遇難。
委内瑞拉和阿根廷駐美機構报告说，他们的一些公民在倒塌事故中失踪。委内瑞拉駐美國大使館領事處處長布赖恩·芬切尔图布（Brian Fincheltub）在推特上宣布，他们已经确定了在大楼内失踪的四名公民。阿根廷驻迈阿密领事馆报告说，有9名阿根廷公民失踪。
| 国籍     | 死亡 | 受伤 | 参考资料             |
| -------- | ---- | ---- | -------------------- |
| 美国     | 64   | 10   | [ a ]                |
| 巴拉圭   | 6    |      | [ 14 ]               |
| 阿根廷   | 4    | 1    | [ 19 ] [ 20 ] [ 17 ] |
| 加拿大   | 4    |      | [ 21 ]               |
| 古巴     | 4    |      | [ 22 ]               |
| 委內瑞拉 | 4    |      | [ 17 ] [ 23 ]        |
| 哥伦比亚 | 3    |      | [ 17 ]               |
| 乌拉圭   | 2    |      | [ 24 ]               |
|          | 2    |      | [ 25 ]               |
| 巴西     | 1    |      | [ 26 ] [ 27 ]        |
| 智利     | 1    |      | [ 28 ]               |
|          | 1    |      | [ 29 ]               |
| 義大利   | 1    |      | [ 26 ] [ 27 ]        |
| 英国     | 1    |      | [ 30 ]               |
| 总计     | 98   | 11   |                      |

## 可能的原因
根据佛罗里达国际大学的一名研究人员对公开的欧洲遥感卫星数据的分析，该建筑在1990年代一直在下沉，速度约为2毫米/年。虽然97%的迈阿密海滩一直很稳定，但迈阿密海滩18949个监测点中有1555个点一直在下沉，速度不到1毫米/年。但是对于进行这项研究的研究人员来说，这次坍塌依然令人惊讶。因为只有当建筑物的一部分比另一部分下沉得更快，产生张力以至于削弱建筑物的结构时，才有可能因下沉而导致建筑物倒塌。研究人员还注意到，过度建设的地区，其下沉速度明显加快，如比斯坎湾的人工岛部分地区下沉可高达3.8毫米/年。

## 類似事故
- 1981年堪薩斯城凱悅酒店天橋坍塌事故
- 1986年新加坡新世界酒店倒塌事故
- 1993年马来西亚淡江高峰塔倒塌事件
- 1995年韓國首爾三豐百貨倒塌事故
- 2013年孟加拉國薩瓦區大樓倒塌事故
- 2020年泉州欣佳酒店倒塌事故
- 2020年襄汾坍塌事故
- 2021年韓國光州拆遷樓倒塌事故
- 2021年蘇州四季開源酒店倒塌事件

## 注解
1. ↑  一名英美双重国籍公民罹难于此事故，本表格中列入 英国。